# Carl Auer von Welsbach
Carl Auer von Welsbach báró (Bécs, 1858. szeptember 1. – Mölbling, Karintia, 1929. augusztus 4.) osztrák kémikus és vállalkozó. A Treibacher Industrie AG és a berlini Auer-Gesellschaft alapítója. Négy kémiai elem: a neodímium, a prazeodímium, az itterbium és a lutécium felfedezője, az ún. Auer-égő kidolgozója és szabadalmaztatója.

## Életrajza
Alois és Therese Auer von Welsbach negyedik gyermekeként született. Édesapja 1841 és 1864 között a K. u. k. udvari- és állami nyomda igazgatójaként dolgozott Bécsben. Irányítása alatt a vállalat nagy népszerűségre tett szert, miután kifejlesztette a nyomdai gyorsnyomást és az automatikus réznyomtatást. Szolgálataiért örökös bárói rangot kapott, így került nevéhez a von Welsbach kiegészítés.
Az általános iskola után a Löwenburgi internátus bentlakójaként tanult, majd a Mariahilfe és Josefstadti gimnáziumba járt, ahol 1877-ben érettségizett. Még ebben az évben egyéves önkéntes hadszolgálatra jelentkezett. A hadnagyi rang elnyerése után beiratkozott a bécsi technikai főiskolára; itt matematikát, szerves és szervetlen kémiát, általános és gyakorlati fizikát és hőelméletet tanult.

### Heidelbergi évek
1890-ben átiratkozott a Heidelbergi Egyetemre. A szervetlen és szerves kísérleti kémia mellett el kezdett ásványtannal és a kémia történetével foglalkozni. Az egyetemen elsősorban Robert Wilhelm Bunsen professzor előadásai és laboratóriumi gyakorlatai, a spektrumanalízissel való megismerkedés tettek rá nagy benyomást. Bunsen laboratóriumában kezdte el kísérleteit a ritkaföldfémek területén.

### Neodímium és prazeodímium
1882-ben a diploma megszerzése után visszatért Bécsbe és Robert von Lieben professzor laboratóriumában dolgozott fizetés nélküli asszisztensként. 1885-ben egy általa kifejlesztett szétválasztási módszerrel, a frakcionált kristályosítással sikerült a didímiumot - amit mindaddig önálló elemként tartottak számon – két elemre bontania: a jellegzetes szín alapján a rózsaszínű komponensnek a neodidyum nevet adta (ez később a szakirodalomban a neodímium nevet kapta), a zöld részt pedig a prazeodímium névvel látta el.

### Auer-lámpa (Auer-égő)
Ahhoz, hogy ezeknek a fémeknek (általában a nehéz földfémeknek) a feltűnő fénykibocsátó-képességét jobban meg tudja figyelni, Auer gyapjúszálakat itatott át ezeknek az anyagoknak a sóival és az így átitatott szálakat a Bunsen-égő lángjába tartotta. Észlelte, hogy egyes fémek oxidjai a gázégő fényét erősítik. Kidolgozta és 1891-ben szabadalmaztatta a gázizzó ősét, az Auer-égőt, amelyben speciális szövedék, az Auer-harisnya övezte a gázlángot. Ez a találmány jelentősen javította és gazdaságosabbá tette az addig ismert gázvilágítást, mivel kevesebb gázfelhasználással több, illetve erősebb fényt kaptak. A lakásvilágításban szinte azonnal kiszorította a nyílt lángú lámpákat, és az akkoriban már terjedő villanyvilágítással szemben újabb negyedszázadra biztosította a gázvilágítás versenyképességét.

### Elektromos fény
Auer von Welsbach az elektromos izzólámpával, illetve annak tökéletesítésével is foglalkozott, nagyban hozzájárult az izzólámpa feltalálásához is. Időközben a kémikusból fénytechnikus lett, aki pontosan felismerte a gázvilágítás hiányosságait. 1898-ban ozmium és volfrám használatával létrehozta és szabadalmaztatta az első használható fémszálas lámpát. Kifejlesztett egy eljárást az ozmium-drótok gyártására (1890. évi szabadalom). Akkoriban az ozmiumot tartották a legmagasabb olvadáspontú fémnek. Auer 1906. március 10-én Berlinben, az akkori császári szabadalmi hivatalnál szabadalomra terjesztette elő az OSRAM márkajelzést az «elektromos izzó- és ívlámpák» számára. Az OSRAM fantázianév a(z akkor ismert) két legmagasabb olvadásponttal rendelkező fém, az ozmium (OS) és a volfrám (RAM) nevére utal; 1906. április 17-én vették fel 86.924 számú jelzéssel a szabadalmaztatott tárgyak listájába. Az Auer-harisnya megszületése egyidejűleg a modern fénytudomány létrejöttét is jelenti: az új izzó használatával a fény már nem csupán egy égési termék és a hőtermelés hulladéka.

### Cérium-vas-ötvözet
1901-ben kezdett foglalkozni a szikrát kibocsátó fémekkel, azzal a céllal, hogy gyújtóberendezéseket hozzon létre öngyújtókhoz és gázlámpák gázgyújtóihoz. Harmadik fontos felfedezése a cérium–vas-ötvözet optimális összetételének kialakítása és alkalmazása volt öngyújtókban használt mesterséges szikra előállításához. Az 1902-ben előterjesztett szabadalomban az optimális összetétel aránya: 70% cérium és 30% vas.

### Ytterbium
1905-ben Auer spektroszkópiai elemzéssel két elemre bontotta a ritkaföldfémeknek nevezett elemek közül az ytterbiumföld néven ismertet. Az elemeket csillagokról nevezte el: aldebaraniumnak (Ad) és cassiopeiumnak (Cp). Kutatásai eredményéről jelentést tett a Tudományos Akadémiának, de csak később hozta nyilvánosságra a kapott spektrumokat és atomsúlyokat, ami miatt elsőbbségi vita alakult ki Auer és Georges Urbain francia kémikus között (1907). 1909-ben a Nemzetközi Atomsúly Bizottság Urbain javára döntötte el a vitát, és a döntés értelmében az új elemek az Urbain-féle megnevezést kapták: neoytterbium (ma ytterbium, Yb) és lutécium (Lu).

### Kísérlet radioaktív anyagokkal
1910-ben kutatásokat kezdett a radioaktív anyagok szétválasztásának területén. Különböző urán- és ionium-készítményeit kutatási célokra neves intézmények és kutatók (mint a cambridge-i cavendish laboratóriumban dolgozó F.W. Aston és Ernest Rutherford) rendelkezésére bocsátotta.

### Auer mint üzletember
Auer ipari tevékenysége tovább él az 1898-ban tórium (thorium) és cérium feldolgozására alapított Treibacher Kémiai Művekben (Treibacher Chemischen Werke, ma Treibacher Industrie AG). 1906-ban alapította a német Gasglühlichtgesellschaft AG (Auergesellschaft) nevű céget, amiből 1919-ben összevonva az AEG izzógyárakkal és a Siemens & Halske céggel létrejött az OSRAM GmbH.

### Auer-von-Welsbach-Múzeum Althofenben
A múzeumot a város vezetése 1998-ban (megnyitó 1998. április 25.) hozta létre Auer tiszteletére. A múzeum általános áttekintést ad az osztrák feltaláló és tudós életéről és munkásságáról. Egyedülálló kiállítás tekinthető meg az első fémszálas égőkről, ritka öngyújtók lenyűgöző gyűjteményéről és a korai gázizzó fényforrásokról. A múzeumban megtalálható a feltaláló eredeti darabokkal és felszerelésekkel berendezett laboratóriuma is.

### Egyéb területek
Auer kimagasló munkát végzett a fényképezés területén is: Ausztria egyik első színes-fénykép készítőjeként tartják számon. Nagy botanikai gyűjteménnyel és dokumentációval rendelkezett; nevéhez fűződik az Auerapfel (auer-alma) kitenyésztése.

## Kitüntetései
- 1893 – A Société Technique de l’Industrie du Gaz de France nagy arany díszérme
- 1894 – Az Alsó-Ausztriai Ipari Egyesület (Niederösterreichischen Gewerbeverein) nagy arany medálja
- 1898 – Ferenc József-rend középkeresztje kitüntetés (Komturkreuzes des Franz Josef)
- 1900 – A német gáz- és vízszakemberek egyesületének Bunsen-Pettenkofer-Ehrentafel kitüntetése
- 1900 – Párizsi Világkiállítás arany díszérme
- 1901 – I. Ferenc József császártól örökös bárói rangot nyer
- 1901 – A Philadelphiai Franklin Intézmény Elliot-Cresson arany díszérme kitüntetés
- 1910 – Ferenc József-rend középkeresztje a csillaggal kitüntetés (Sterns zum Komtur des Franz-Josefs-Ordens)
- 1911 – A Császári Tudományos Akadémia rendes tagja
- 1918 – Polgári Hadi Érdemkereszt 1. osztálya kitüntetés (Kriegskreuzes erster Klasse für Zivilverdienste)
- 1919 – Birmingham-érem kitüntetés
- 1920 – Siemens-Ring-Alapítvány gyűrűje kitüntetés
- Arcképe megjelent a 25-Schillinges ezüst pénzérmén, egy 20-Schilling bankjegyen és különböző értékű levélbélyegeken